# Atlántico Shopping
Atlántico Shopping es un centro comercial uruguayo, ubicado en la calle Avenida Franklin Delano Roosevelt, Parada 22, Maldonado, Uruguay.

## Historia
Fue inaugurado el 16 de diciembre de 2023, con la presencia del presidente Luis Lacalle Pou. Tiene una superficie de 45 000 m². Construido cerca en la calle Avenida Franklin Delano Roosevelt y Camacho, próximo de la terminal de ómnibus. Junto con el Punta Shopping son los dos centros comerciales más grandes de la zona.
Su negocio ancla es Tienda Inglesa. En el mismo predio existe una torre de apartamentos llamada More I con 174 apartamentos, están programadas la construcción de tres torres más, una destinada a residencias, otra a negocios y otra a hotel.